# Union sportive athlétique de Limoges (féminines)
Ne doit pas être confondu avec la section masculine de l'Union sportive athlétique de Limoges.
Pour les articles homonymes, voir USAL.
L'Union sportive athlétique de Limoges est la section féminine du club homonyme de rugby à XV basé à Limoges, créée en 1995.

## Historique
L'équipe féminine est créée en 1995 à l'initiative de Pierre Villepreux, ; elle est alors majoritairement composée de joueuses étudiant à Limoges,. L'équipe est depuis ses débuts surnommée « les Gazelles ». Rapidement sacrée championne de France de 2e division en 1998. Le succès de la pratique féminine de rugby encourage la naissance d'autres clubs aux alentours et de fait affaibli l'USAL.
À l'issue de la saison 2017-2018, le club est invité par la Fédération française de rugby à évoluer en Élite 2. L'USA Limoges et l'autre club limougeaud du Rugby Club l'Aurence Limoges mettent alors en place un rassemblement sous la bannière « Limoges Rugby Féminin », sans que les deux clubs ne fusionnent formellement, afin de permettre un échange de joueuses entre l'équipe de l'USAL en Élite 2 et le RCAL en championnat régional.
Alors que l'équipe était toujours engagée en Élite 2 pour la saison 2023-2024, le club déclare forfait fin août, en raison de « l'évolution des règlementations fédérales ainsi que la difficulté de recruter des joueuses de premières lignes ».

## Joueuses emblématiques
- Pauline Bourdon[5]
- Clara Joyeux[5]
- Agathe Sochat[5]

## Palmarès
- Championnat de France de 2e division :
  - Champion : 1998.